# Dirck Jaspersz. van Baburen
Dirck Jaspersz. van Baburen (okolo 1590 Utrecht – 21. února 1624, Utrecht) byl nizozemský malíř, známý také pod jménem Teodoer van Baburen či Theodor Baburen, člen spolku Bentvueghels, kde dostal přezdívku „Biervlieg“.

## Život
Baburen se pravděpodobně narodil v nizozemském Wijk bij Duurstede, ale jeho rodina se přestěhovala do Utrechtu, když byl ještě velmi mladý. Nejstarší zmínka o Baburetovi je z roku 1611, kde je v zápise v utrechtském cechu Svatého Lukáše zmíněn jako žák Pauluse Moreelse. Někdy mezi roky 1612 a 1615 odcestoval Baburen do Říma, kde v letech 1617 až 1622 spolupracoval s krajanem Davidem de Haenem. Baburena inspiroval Bartolomeo Manfredi a Carlo Saraceni, jenž byl žákem Caravaggia (1571–1610). V Římě jeho tvorba zaujala sběratele umění Vincenza Giustinianiho, a ten se stal Baburenovým uměleckým patronem. Římský kardinál Scipione Borghese (1577–1633) byl velký sběratel umění a patron umělců (z jeho dědictví pochází část uměleckých sbírek ve Ville Borghese v Římě) a stal se i Baburenovým mecenášem. Pod patronací těchto mecenášů zřejmě získal Baburen kolem roku 1617 zakázku na namalování oltářního obrazu pro kostel San Pietro in Montorio v Římě. Koncem roku 1620 se Baburen vrátil do Utrechtu a vstoupil do malířského utrechtského cechu Svatého Lukáše. Dirck van Baburen byl pohřben dne 28. února 1624 v městě Buurkerk, ve středověkém kostele, kde nyní sídlí muzeum Speelklok.

## Dílo
Jeho kariéra byla krátká a dochovalo se jen nemnoho jeho obrazů. Dirck van Baburen je oceňován jako jeden z hlavních představitelů nizozemských caravaggistů, kteří výrazně ovlivnili další generace umělců jako byli Frans Hals, Rembrandt van Rijn a Jan Vermeer. Jeho obrazy ukazují vyhraněné typy lidí, kontrastem světla a stínu dokázal zdůrazňovat jejich tělesnost. Byl jedním z prvních umělců, kteří popularizovali žánrové výjevy jako jsou hudebníci nebo hráči karet. Jedním z jeho nejznámějších prací je Kuplířka (Muzeum výtvarných umění, Boston). Zobrazuje muže, který nabízí minci za služby prostitutky, hrající na loutnu, zatímco stará žena, kuplířka, kontroluje své peníze. Tento obraz (nebo kopii) vlastnila tchyně Jana Vermeera a objevuje se na pozadí dvou děl tohoto umělce: Koncert (ukradený z muzea Isabella Stewart Gardner v Bostonu) a Žena sedící u klavíru (Národní galerie v Londýně). Nejznámějším Baburenovým dílem je oltářní obraz v kostele San Pietro in Montorio. Pro kardinála Scipione Borghese Baburen namaloval obraz Zatčení Krista (Galerie Borghese) a pro Vincenza Giustinianiho obraz Kristus umývající nohy apoštolům (Gemäldegalerie, Berlín).

## Zajímavost
Han van Meegeren – jeden z nejznámějších padělatelů – zhotovil kopii Baburenova obrazu Kuplířka; padělek chtěl pravděpodobně použít jako podklad pro své padělky Vermeerových děl.

## Významná díla
- Kladení do hrobu – 1617, San Pietro in Montorio, Řím
- Chlapec s bubínkem – 1621, Centraal Museum, Utrecht
- Spoutaný Prométheus – 1623, Rijksmuseum, Amsterodam
- Zatčení Krista – 1619, Galleria Borghese, olej na plátně, 139 x 202 cm
- Kristus umývající apoštolům nohy – 1616, olej na plátně, 199 x 297 cm, Gemäldegalerie Berlin. Baburen velmi emotivně vyjadřuje bezvýchodnou Kristovu situaci uprostřed ozbrojených vojáků. Jidáš právě gestem ruky, kterou pokládá na Kristovu hruď, dokončuje svou zradu. Kontrastem k dramatičnosti výjevu jsou Kristovy dlaně, zobrazené jako bezbranné, sevřené a tvořící protiklad drsného výjevu.[1]

## Galerie

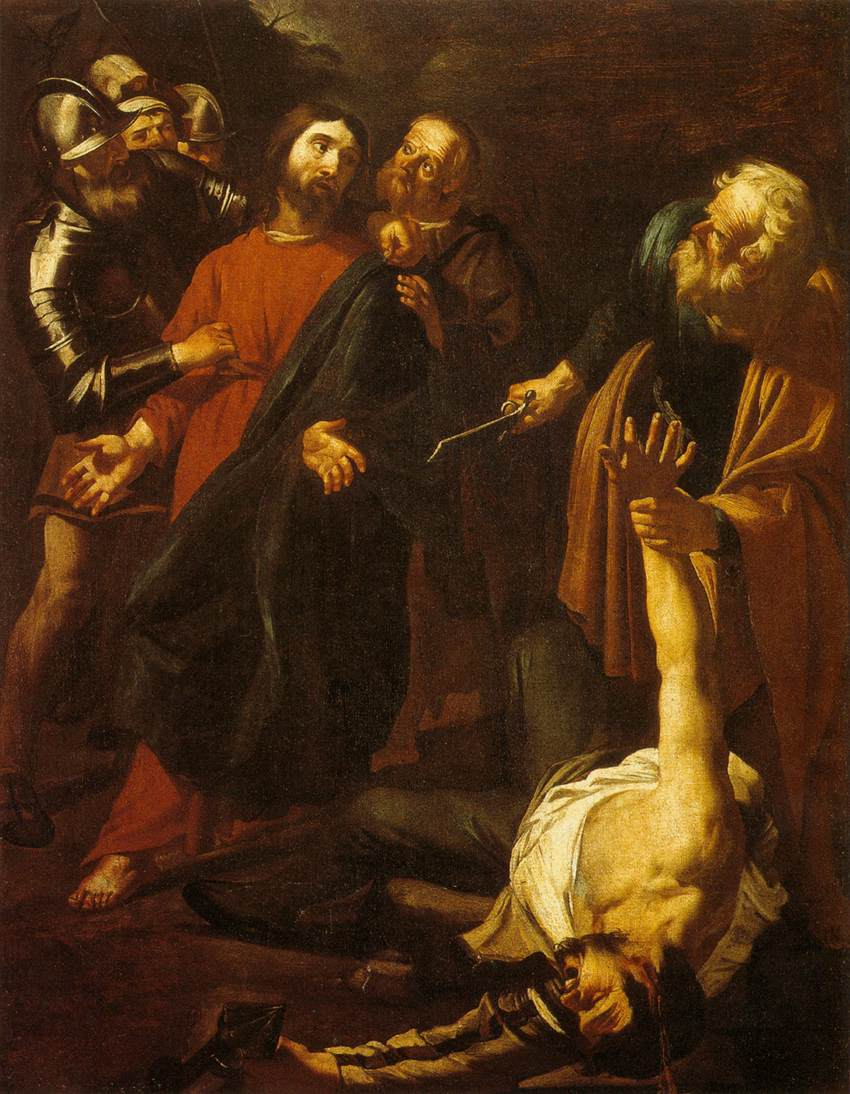
Zatýkání Krista
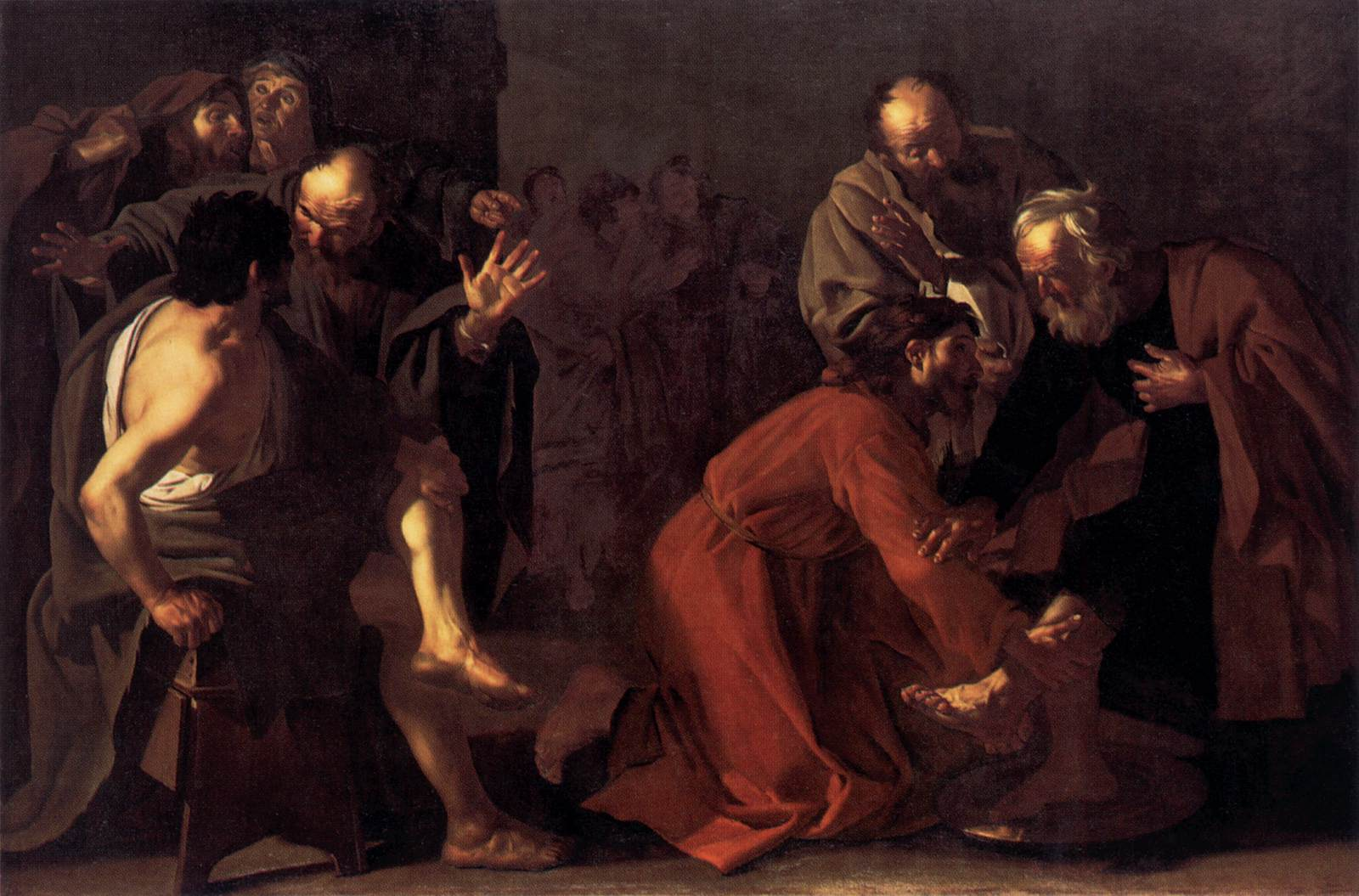
Kristus umývající apoštolům nohy, 1616, olej na plátně, 199 x 297 cm, Gemäldegalerie Berlin
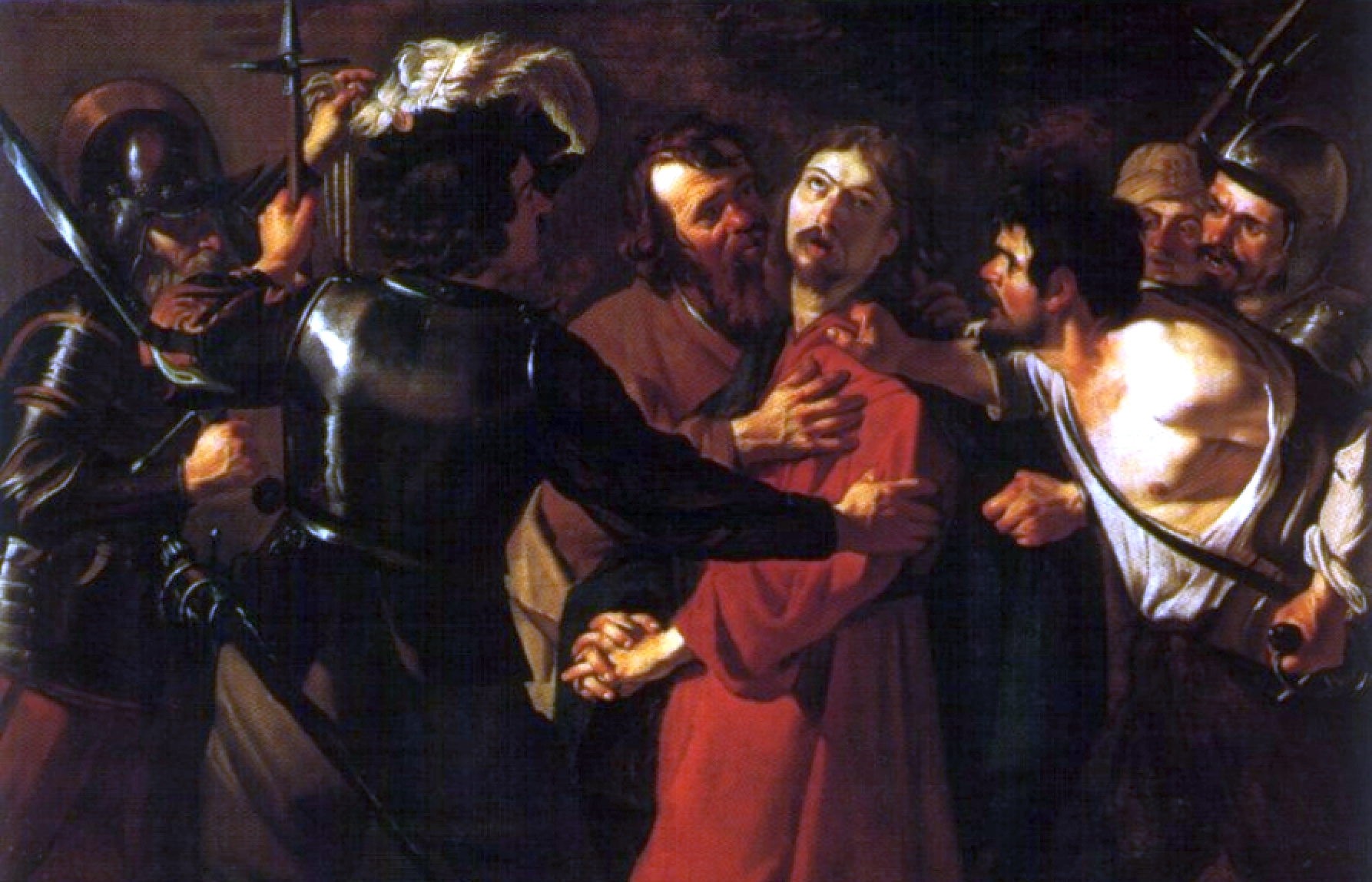
Zatčení Krista, olej na plátně
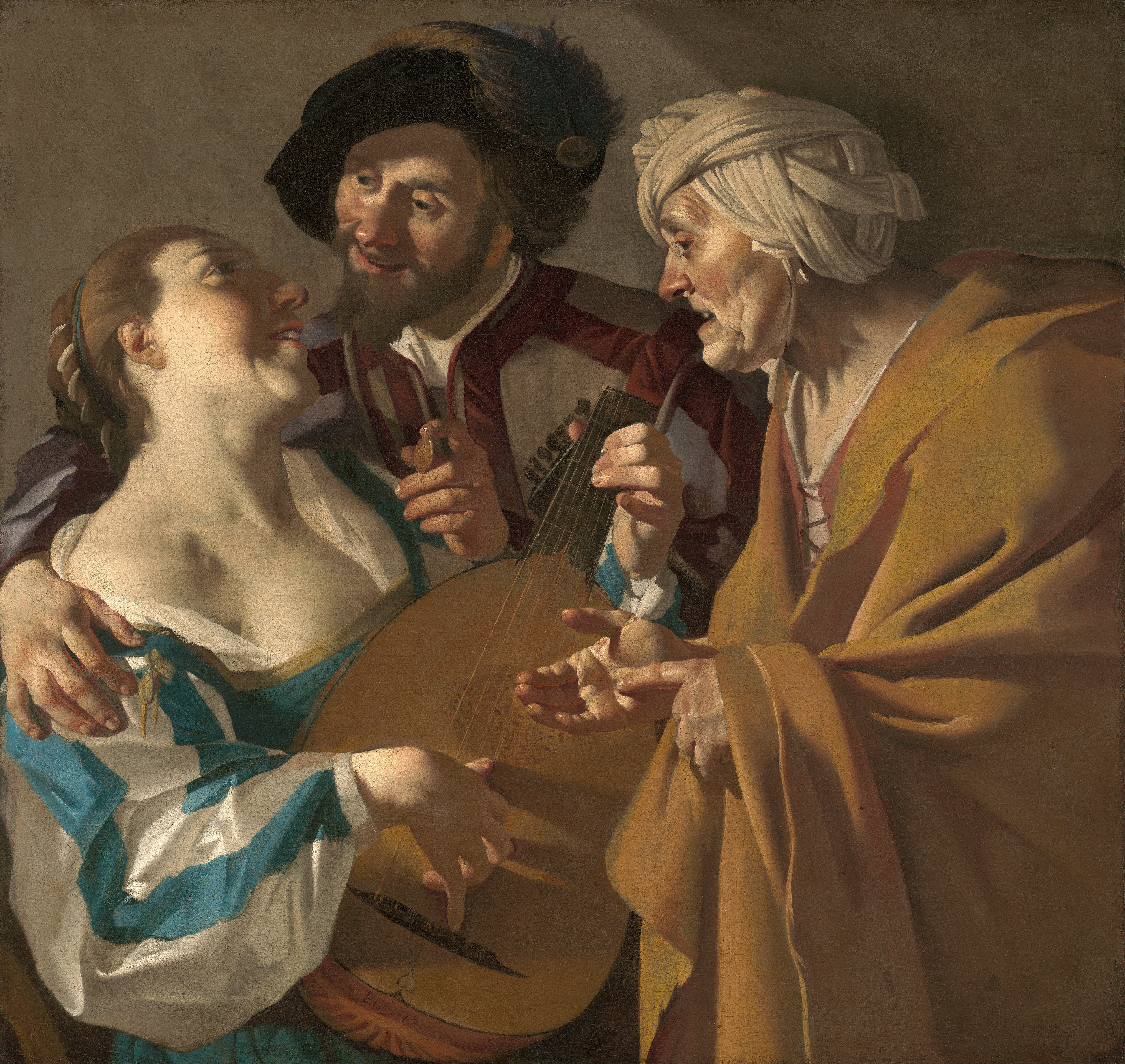
Kuplířka, 1622
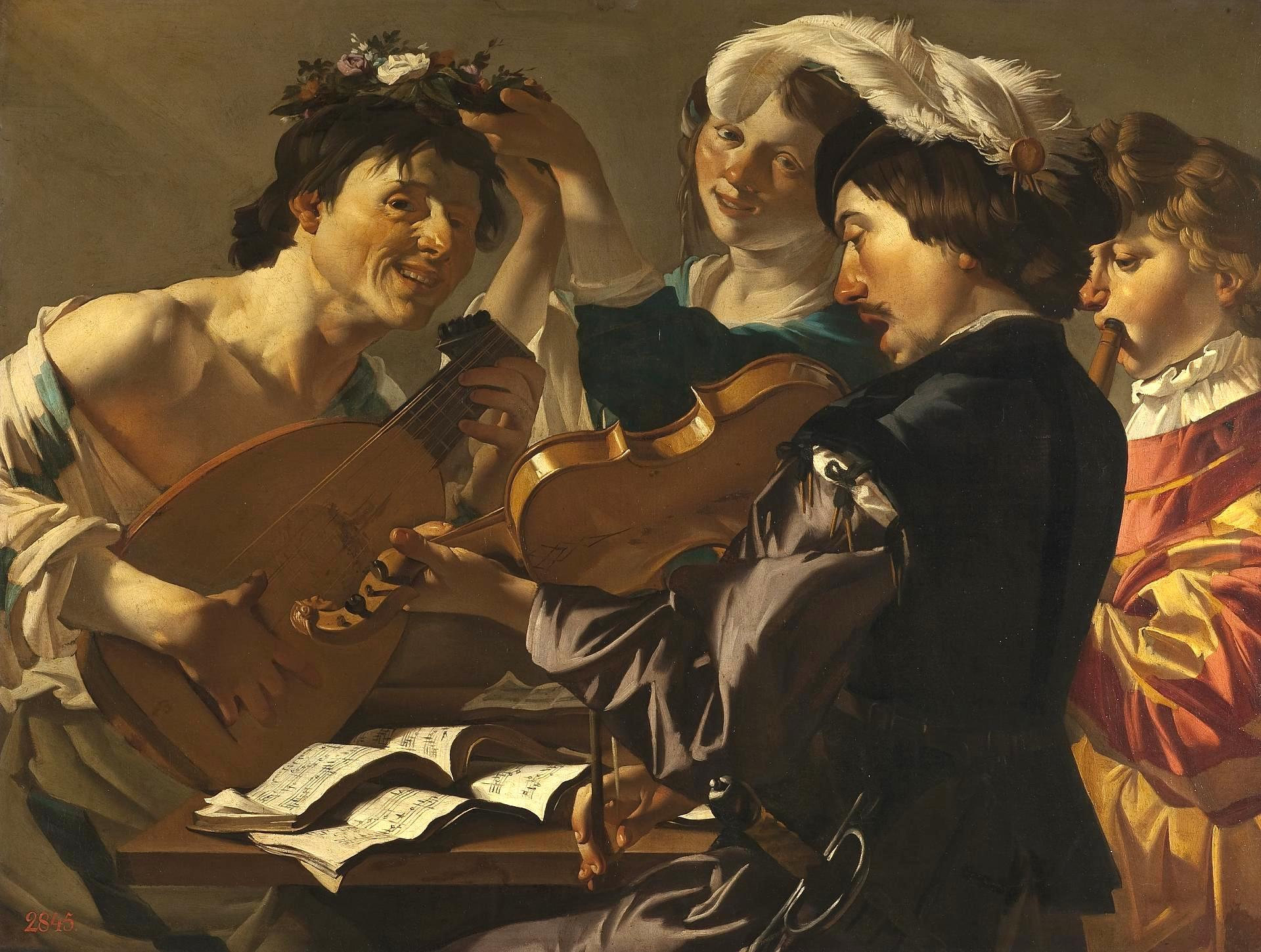
Koncert, mezi 1621–1623
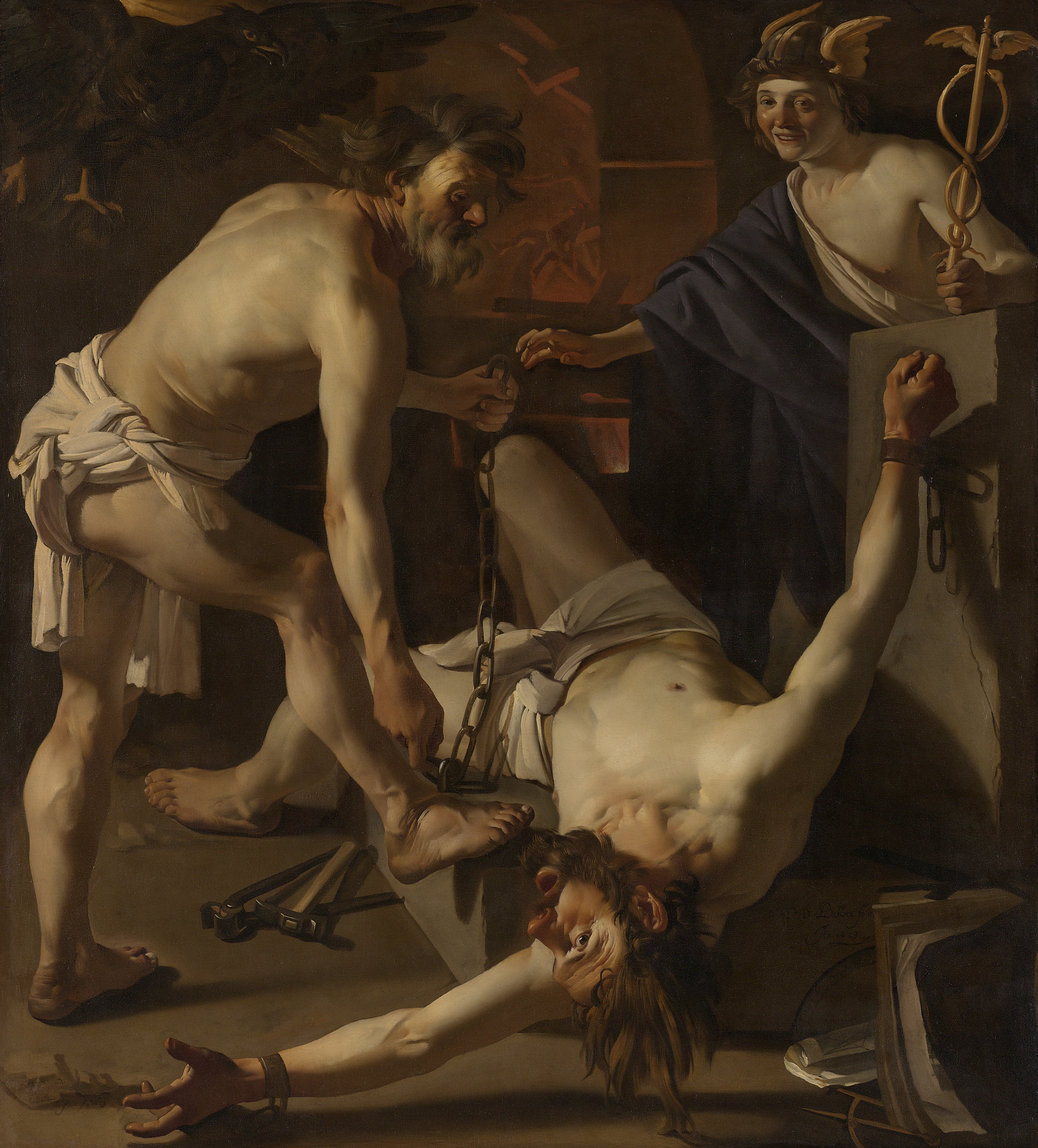
Prométheus spoutaný Vulkánem, 1623